# Leucosemia
Leucosemia là một chi bướm đêm thuộc họ Noctuidae.